# Samsung Galaxy Z Fold 2
El Samsung Galaxy Z Fold 2 (estilitzat com Samsung Galaxy Z Fold2) és un telèfon intel·ligent plegable basat en Android desenvolupat per Samsung Electronics a la sèrie Samsung Galaxy Z, succeint el Samsung Galaxy Z Fold. Es va anunciar el 5 d'agost de 2020 al costat del Samsung Galaxy Note 20, la Samsung Galaxy Tab S7, els Galaxy Buds Live i el Galaxy Watch 3. Samsung va revelar més endavant els detalls de preus i disponibilitat l'1 de setembre.

## Especificacions

### Disseny
A diferència del Fold original que tenia una pantalla totalment plàstica, la pantalla està protegida per un "vidre ultra prim" de 30 micres de gruix amb una capa de plàstic com el Z Flip, fabricat per Samsung amb materials de Schott AG; el Gorilla Glass convencional s'utilitza per als panells posteriors amb un marc d'alumini. El mecanisme de la frontissa també es manlleva del Z Flip, mitjançant fibres de niló dissenyades per evitar la pols; és autoportant de 75 a 115 graus. El botó d'engegada està incrustat al marc i també funciona com a sensor d'empremta digital, amb el balancí de volum situat a sobre. El dispositiu es presenta en dos colors, bronze místic i negre místic, a més d'un model d'edició limitada Thom Browne. En determinades regions, els usuaris poden personalitzar el color de la frontissa en demanar el telèfon al lloc web de Samsung.

### Maquinari
El Galaxy Z Fold 2 conté dues pantalles: la coberta frontal utilitza una pantalla de 6,23 polzades al centre amb bisells mínims, significativament més gran que la de 4,6 polzades del seu predecessor, i el dispositiu es pot desplegar per exposar una pantalla de 7,6 polzades, amb un retall circular a la part superior central dreta substituint la osca juntament amb una vora més prima. Les dues pantalles admeten HDR10+; la pantalla interna es beneficia d'una adaptativa de 120 Hz freqüència d'actualització com la sèrie S20 i Note 20 Ultra.
El dispositiu té 12 GB de RAM LPDDR5 i 256 o 512 GB de memòria no expandible UFS 3.1. La disponibilitat d'emmagatzematge varia segons el país, la versió de 512 GB és la més escassa amb diferència. El Z Fold 2 funciona amb el Qualcomm Snapdragon 865+, que s'utilitza a totes les regions (a diferència d'altres telèfons insígnia Samsung que s'han dividit entre els xips Snapdragon i Exynos de Samsung segons el mercat). Utilitza dues bateries repartides entre les dues meitats, que sumen una capacitat una mica més gran de 4500  mAh; la càrrega ràpida és compatible amb USB-C fins a 25 W o sense fils mitjançant l'estàndard  Qi fins a 11 W. El Z Fold 2 té 5 càmeres, incloses tres càmeres orientades cap a la part posterior objectius (teleobjectiu de 12 megapíxels, teleobjectiu de 12 megapíxels i ultra gran angular de 12 megapíxels), així com una càmera frontal de 10 megapíxels a la portada i una segona càmera frontal de 10 megapíxels a la pantalla interior.

### Programari
El Galaxy Z Fold 2 s'enviarà amb Android 10 i el programari One UI de Samsung; mitjançant un mode Multi Window millorat, es poden col·locar fins a tres aplicacions compatibles a la pantalla alhora. Les aplicacions obertes a la pantalla més petita es poden expandir a les seves disposicions més grans orientades a tauletes quan l'usuari desplega el dispositiu. A més, les aplicacions compatibles ara obtindran automàticament una visualització de pantalla dividida amb una barra lateral i el tauler principal de l'aplicació. La novetat del Z Fold 2 és la funcionalitat de pantalla dividida, anomenada "Mode Flex", que és compatible amb determinades aplicacions com YouTube i Google Duo juntament amb les aplicacions natives de Samsung.

### Model de luxe
Al novembre de 2020, Samsung va presentar el Samsung W21 5G, una versió de luxe del Z Fold2, disponible exclusivament per al mercat xinès. El telèfon és idèntic als seus equivalents, pel que fa al seu disseny i especificacions, a excepció d'una versió lleugerament més alta i dues ranures per a targetes SIM. El telèfon presenta un color exclusiu "Glitter Gold", que consisteix en una pel·lícula òptica de nano nivell de set capes unida a la part posterior del vidre que té nervis verticals per obtenir una textura addicional.